# Águilas Negras
Pour les articles homonymes, voir Aigle noir.

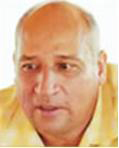
Vicente Castaño, le fondateur des Águilas Negras.

Les Águilas Negras (Aigles Noirs) sont un ensemble de groupes armés colombiens, parfois considérés comme la troisième génération de groupes paramilitaires, succédant en cela aux Autodefensas Unidas de Colombia. Cependant, le gouvernement colombien les considère comme de simples gangs criminels, spécialisés dans le trafic de drogue, sans motivations politiques. Ils sont également jugés responsables d'extorsions, rackets et enlèvements.
Le groupe est majoritairement présent dans le nord du pays. Son fondateur et chef serait Vicente Castaño , un des fondateurs des AUC qui a refusé le processus de démobilisation engagé avec le gouvernement du président Álvaro Uribe. Il est recherché pour différents crimes dont l'assassinat de son frère Carlos Castaño. Vicente Castaño a probablement été tué par des membres de son groupe en 2007 en raison de suspicions de trahison.
Les Águilas Negras ont principalement recruté des membres des AUC qui ont refusé de se démobiliser : la plupart des commandants des Águilas Negras seraient d'anciens cadres des AUC. En 2010, les Águilas Negras sont inclus sur la liste des 40 « prédateurs de la liberté de la presse » par Reporters sans frontières, en particulier pour des intimidations et des violences contre des journalistes opposés au régime d'Álvaro Uribe, surtout dans le nord du pays.
L'organisation se déploie au Venezuela à la fin des années 2000 selon une enquête du quotidien colombien El Espectador, qui souligne qu'ils y ont monté « des structures illégales et se sont transformés en un pouvoir qui contrôle quasiment tout » et se livrant à des assassinats de membres du Parti socialiste unifié du Venezuela (PSUV), le parti au pouvoir.
L'organisation menace régulièrement des opposants politiques, comme le candidat de gauche Gustavo Petro à l'élection présidentielle de 2018, des militants des droits humains, ainsi que des indigènes qui défendent l'accord de paix entre le gouvernement et la guérilla des FARC et leurs territoires.

## Organisation
L'organisation pourrait avoir jusqu'à 4 000 membres, répartis en 22 groupes identifiés. Ces groupes pourraient cependant être plus nombreux, grâce à leur capacité à agir sous couvert.